# Bisilvestria marrassinii
Bisilvestria marrassinii är en kräftdjursart som beskrevs av Arcangeli 1929. Bisilvestria marrassinii ingår i släktet Bisilvestria och familjen Scleropactidae. Inga underarter finns listade i Catalogue of Life.